# Union française des arts du costume
L'Union française des arts du costume (UFAC) est une structure créée en juillet 1948 à l'initiative de professionnels de l'industrie de la mode. L'UFAC et la Société de l'histoire du costume (SHC) ont été des acteurs majeurs dans la création en France de musées consacrés au costume et à la mode. 

## Présidents de l'UFAC
L'Union française des arts du costume a été présidée successivement par monsieur Gaumont-Lanvin, Maurice Garçon, Maurice Bérard, Jean Lequime puis Paul Caldagues.

## Délégué général de l'UFAC
La fonction de délégué général de l'Union française des arts du costume a été assurée pendant 18 ans par François Boucher (en), conservateur honoraire du musée Carnavalet, puis par Yvonne Deslandres à la mort de François Boucher en 1967,.

## Collections de l'UFAC
François Boucher et Yvonne Deslandres travaillent ardemment à la formation des collections  de l'Union française des arts du costume au premier rang desquels figurent une importante collection de costume ainsi qu'une bibliothèque spécialisée sur le costume,.

### Collection de costumes et d'échantillons textiles
Créée en 1948,  l'ambition de ses fondateurs était de réunir et conserver les éléments nécessaires à la création d'un musée du costume. L'Union française des arts du costume (UFAC) joua un rôle central dans la création du département mode du musée des Arts Décoratifs tout comme la Société de l'histoire du costume (SHC) qui donna naissance au musée de la Mode de Paris,.
En 1968, la collection de costumes et d'échantillons textiles compte 15 000 pièces. Parmi les éléments les plus rares figurent notamment 1 200 pièces de la collection Bonneval acquise en 1949. L'Union française des arts du costume a bénéficié de dons importants dont ceux de Madeleine Vionnet en 1952, de Lucienne Rabaté en 1953, de Madame Vallet, l'ancienne directrice de la maison Martial et Armand en 1956, de M. Chamard de la bonneterie Milon en 1961, de la maison Bataille et de Rodier en 1962. Parmi les donateurs, on trouve également: Germaine Lecomte, Mainbocher, Mme Georgette, Revillon, Hélène Rochas, Denise Boulet-Poiret, la femme de Paul Poiret, Sonia Delaunay, Mme Chappée, Mlle Bisson, la Comtesse de Chavagnac, Mme Dussane, la Princesse de Faucigny-Lucinge, Mme Gessain, le duc de Gramont, Mme Henri Lavedan, Mme Arturo Lopez-Willshaw ou encore Cléo de Mérode,,. 
La Chambre Syndicale de la Couture Parisienne a fait don à l'Union française des arts du costume des marionnettes du Théâtre de la Mode, une exposition créée en 1945 pour promouvoir la couture française,.

### Collections de la bibliothèque
Parmi les apports ayant servi à la constitution des collections figurent notamment 155 volumes provenant de Madeleine Vionnet dont 75 albums de photographies de collection ainsi que les livres et documents sur le costume provenant de la bibliothèque de François Boucher offerts par sa veuve. L'Union française des arts du costume a acquis l'importante collection réunie par M. Thiebaut, secrétaire de la Société Le Vieux Papier qui comprend des caricatures, affiches, factures, catalogues, etc. 
Des achats de périodiques de mode et des dons réguliers de créateurs de mode et de journalistes spécialisés ont enrichi les collections d'imprimés et d'éphémères de L'Union française des arts du costume. 

## Création d'un centre de documentation
Un accord signé en septembre 1961 entre l'Union française des arts du costume et la Chambre de commerce et d’industrie de Paris permet l'ouverture d'un Centre de Documentation du Costume, tout d'abord installée 79 avenue de la République à Paris puis 105 boulevard Malesherbes.

## L'UFAC et le musée des Arts décoratifs
En 1981, un accord est passé entre l'Union française des arts du costume et le musée des Arts décoratifs. Le dépôt des collections de l'UFAC au musée des Arts décoratifs rend alors possible la création du musée des Arts de la Mode en 1986. Les anciennes collections de l'UFAC constituent aujourd'hui une part importante du département Mode du musée des Arts décoratifs,,. 